# Iranusa grisea
Iranusa grisea är en insektsart som beskrevs av Sigfrid Ingrisch 1996. Iranusa grisea ingår i släktet Iranusa och familjen vårtbitare. Inga underarter finns listade i Catalogue of Life.